# Терминатор: Да придёт спаситель
«Термина́тор: Да придёт спаситель» (англ. Terminator Salvation, также известен, как «Терминатор 4») — фантастический боевик режиссёра Макджи. Четвёртый кинофильм из серии «Терминатор» и первый, в котором основное действие разворачивается во времена войны с машинами. На экраны США фильм вышел 21 мая 2009 года (премьера в России — 4 июня). Главные роли исполнили Кристиан Бейл и Сэм Уортингтон. Это четвёртая часть франшизы «Терминатор», являющаяся продолжением фильма «Терминатор 3: Восстание машин» (2003).
Он фокусируется на войне между сетью машин «Скайнет» и человечеством, поскольку остатки мировых армий объединились, чтобы сформировать Сопротивление для борьбы со «Скайнет». Бэйл играет Джона Коннора, бойца Сопротивления и центрального персонажа, в то время как Уортингтон изображает киборга Маркуса Райта. Ельчин играет молодого Кайла Риза, персонажа, впервые представленного в «Терминаторе» (1984), а фильм описывает происхождение Терминатора Т-800. После сложной подготовки к съемкам, когда The Halcyon Company приобрела права на франшизу у Эндрю Вайны и Марио Кассара, а также нескольких сценаристов, работающих над сценарием, съемки начались в мае 2008 года в Нью-Мексико и длились 77 дней.
«Терминатор: Да придёт спаситель» был выпущен 21 мая 2009 года Warner Bros. Pictures в Соединенных Штатах и Sony Pictures Releasing под своим лейблом Columbia Pictures на международном уровне и собрал более 371,4 миллиона долларов по всему миру, но получил смешанные и отрицательные отзывы. Первоначально планировалось, что это будет первая часть второй трилогии Терминатора, но эти планы были отменены после того, как компания Halcyon Company подала заявление о банкротстве после выхода фильма. Права на франшизу были проданы в 2012 году Annapurna Pictures, в результате чего в 2015 году вышел «Терминатор: Генезис», перезапуск серии, с Шварценеггером в его роли.
Единственный фильм серии «Терминатор» без участия Арнольда Шварценеггера в роли Терминатора T-800, однако в картине присутствует его цифровой образ.

## Сюжет
Действие фильма начинается в 2003 году. Осуждённый на смертную казнь заключённый Маркус Райт (Сэм Уортингтон) подписывает со страдающей неизлечимой формой рака сотрудницей компании «Кибердайн Системс» доктором Сереной Коган (Хелена Бонэм Картер) договор о посмертной передаче своего тела этой компании для научных исследований, после чего посредством смертельной химической инъекции приговор приводится в исполнение.
В следующей сцене на экране появляются титры, повторяющие и дополняющие титры из первого фильма. В постапокалиптическом 2018 году Джон Коннор (Кристиан Бейл) — один из командиров Сопротивления — противостоит электронному мозгу Скайнет и армии терминаторов. Среди солдат сопротивления Коннор постепенно становится лидером, хотя он всего лишь один из командиров, возглавляющий отряд сопротивления. Коннор участвует в атаке отряда разведки на одну из баз Скайнета, организованной главным штабом сопротивления. В компьютере базы Джон обнаруживает чертежи новой серии терминаторов T-800. По приказу командира отряда Коннор выбирается на поверхность, чтобы узнать, почему нет связи с прикрывающим звеном, и видит улетающего «охотника» Скайнета и убитых членов отряда. Он бежит к вертолёту, чтобы следовать за ним, однако пилот тоже убит. Едва поднявшись в воздух, вертолёт получает повреждения от ударной волны и терпит аварию. Выбравшись из искорёженного вертолёта, Коннор видит поднимающийся «гриб» взрыва, уничтожившего базу. В этот момент Джона хватает за плечо и кидает в сторону оставшийся без ног терминатор T-600. Джон расстреливает машину из пулемёта M60, находящемся на турели упавшего вертолёта. Следующая сцена показывает то же место, только наступившей ночью. Из-под завалов базы вылезает окровавленный Маркус Райт. Он надевает на себя одежду, снятую с убитого солдата сопротивления.
Джон Коннор без разрешения командования прибывает в штаб сопротивления, который находится на подводной лодке. Начальник штаба генерал Эшдаун рассказывает ему, что благодаря этой атаке на базу Скайнета силы сопротивления обнаружили код деактивации Скайнета, который в теории должен действовать на любую машину. Коннор предлагает свою помощь в проверке действия сигнала. Генерал Лосенко сообщает, что в случае успеха в ближайшее время будет предпринята массовая атака сил сопротивления против Скайнета, у которого в первоочередном списке ликвидации весь штаб сопротивления, вторую строчку которого занимает сам Джон. На вопрос Коннора, а кто же первый, русский генерал отвечает: «какой-то гражданский… Кайл Риз».
Тем временем Маркус добирается до руин Лос-Анджелеса. Издалека он принимает T-600 за человека и кричит ему. Терминатор открывает огонь из пулемётов по Маркусу, которого спасает молодой парень в маске. Юношей оказывается Кайл Риз, и вместе с немой девочкой, которую он зовёт Крохой, уничтожает терминатора путём опрокидывания на него груза. Маркус узнаёт от Кайла, что произошло в мире, пока его не было.
Коннор в штабе своей технической команды испытывают сигнал на гидроботе. Испытание проходит успешно, и он решает опробовать сигнал на летающем охотнике-убийце. Джон записывает послание в радиоэфир в надежде, что его услышит его будущий отец. Маркус чинит старое радио Кайла, и они вместе слышат послание Коннора. После этого они решают отправиться на поиски штаба сопротивления на машине, по пути отбившись от дрона — разведчика Скайнета, который опознал Кайла Риза. Починив старый джип, Маркус с двумя спутниками отправляется в путь. Остановившись на заправке, они находят выживших людей, с которыми возникла перепалка из-за припасов. Ссору прерывает «жнец», рушащий заправку и захватывающий людей в транспортник. Маркус, взорвав цистерну с топливом рядом с машиной, пытается уехать на грузовике, по пути делая попытку оторваться от мототерминаторов, однако летающий охотник обрушивает мост. Кайл и Кроха выпадают из грузовика, но их ловит жнец на транспортнике и грузит в отсек для перевозки. Маркус прыгает следом и пытается их освободить, но он падает в каньон. В воздухе появляются штурмовики сил сопротивления, однако охотнику удаётся увести их от транспортника. Один штурмовик получает повреждения, и пилот катапультируется. Выживший Маркус вскоре обнаруживает пилота, висящего на стропах на опорах ЛЭП. Пилотом оказывается девушка по имени Блэр. Она соглашается довести Маркуса до штаба сопротивления Коннора.
Джон вместе с Барнсом испытывают сигнал на охотнике. Снова сигнал действует, и он легко уничтожает машину. Коннор сообщает Эшдауну о результатах, и тот приказывает готовиться к полномасштабной атаке. На вопрос Коннора об эвакуации пленных из центра киборгизации Скайнета генерал отвечает отказом.
База технической команды Коннора окружена магнитным минным полем. Обычный человек легко пройдёт сквозь заграждения, что и демонстрирует Блэр. Маркус следует за ней, однако на середине пути к его ноге примагничивается мина и происходит взрыв. Маркуса доставляют на базу. Кейт Коннор, разорвав одежду на груди Райта, тут же даёт приказ его «вырубить».
Маркус приходит в себя висящим и скованным цепями над ямой. Перед ним стоит Джон Коннор. Маркус, сам того не осознавая, оказался киборгом, созданным по совершенно неизвестной Джону технологии. От терминатора Маркуса отличает наличие живого мозга с цифровым интерфейсом и мощного человеческого сердца. Райт сообщает Коннору, что был человеком, но тот ему не верит. Услышав от Коннора знакомое имя, Маркус говорит, что Кайл Риз в плену у Скайнета.
Джон слушает записи своей матери Сары Коннор. Ни в одной из них он не находит упоминания о роботах, сделанных из людей. Тем временем Блэр не верит, что Маркус Райт является посланником Скайнета. Обманом она отвлекает Барнса с поста охраны и освобождает Маркуса. В это время на базе объявляют тревогу и начинают их преследовать. Благодаря Блэр Маркусу удаётся сбежать из поля зрения. Коннор преследует его на вертолёте, но из воды их атакуют гидроботы. Маркус спасает Коннора от одного из роботов, которые не трогают Маркуса, определяя его как своего. Маркус просит довериться ему и разрешить отправиться в центр киборгизации Скайнета в Сан-Франциско, чтобы спасти Кайла Риза и узнать, что с ним сделали. Коннор даёт ему коммуникатор. Джон просит в эфире радио не атаковать Скайнет до его приказа и не слушать главный штаб. Затем Джон ловит мототерминатора и, перепрограммировав его на возвращение на базу, отправляется в Сан-Франциско. Маркус Райт, добравшись до охранного периметра Скайнета, спокойно проходит на территорию. Маркус добирается до главного компьютера и синхронизирует свой ЦП и систему Скайнета. Отключив охранные системы для Джона, он также передаёт координаты клетки с Кайлом Ризом. Параллельно он узнаёт о системе Скайнет в целом. Джон пробирается на территорию центра Скайнета и проходит в охраняемую зону для содержания человеческого материала. Маркус приходит в себя всё в том же центре Скайнета, но с полностью восстановленным кожным покровом. На экране появляется лицо Серены Коган, в образе которой Скайнет общается с Маркусом. Система раскрывает Маркусу тайну его создания и свои планы. Маркус Райт — единственный в своём роде гибрид человека и машины и действовал так, как нужно было Скайнету, приведя Джона Коннора прямо в ловушку. Сигнал отключения является на самом деле ложным, а командование сопротивления приняло его за чистую монету. Передатчики на самом деле передают свои текущие координаты близлежащим машинам. Эшдаун и Лосенко в последние минуты своей жизни понимают, какую ошибку они совершили. Подводную лодку уничтожает охотник-торпедоносец.
Джон добирается до охранной клетки с Кайлом. Однако оттуда появляется первый прототип терминатора T-800. Маркус отказывается признать себя машиной, разбивает экран компьютера и спешит на помощь Джону Коннору.
Джону в ходе борьбы удаётся лишь уничтожить кожный покров терминатора. В это время Кайл самостоятельно выбирается из заключения — впервые отец и сын встречаются лицом к лицу. Убегая от T-800, они оказываются в сборочном цеху 800-й серии. Джон помогает Кайлу и Крохе сбежать и минирует топливные элементы для терминаторов. На помощь Джону приходит Маркус. В ходе их борьбы T-800 удаётся остановить сердце Маркуса прямым ударом в эту единственную уязвимую часть. Коннор вступает в бой с T-800. Ему удаётся вылить на терминатора расплавленный металл, но Т-800 всё ещё функционирует и словно восстав из пепла направляется к Коннору, чтобы его прикончить. Джон ухитряется выстрелить в трубу с хладагентом и Т-800 обдаёт ледяным напором, от чего того начинает сковывать быстро застывающий расплавленный металл. T-800 останавливается, оставив на лице Джона жуткие порезы. Коннор принимается реанимировать Маркуса, пока T-800 освобождается от сковавшего его металла. Джону удаётся запустить сердце Маркуса двумя высоковольтными проводами и в этот момент освободившийся терминатор пронзает его грудь стальной арматурой. Маркус тут же поднимается, вынимает из груди Коннора арматуру и ею же отрывает голову T-800.
Маркуса и тяжело раненого Коннора забирает прилетевшая на вертолёте Блэр вместе с Кейт. База «Скайнет» взрывается. Однако Джон серьёзно ранен и скоро умрёт. Маркус просит Кейт пересадить его живое сердце Джону, дабы тот смог жить. Блэр пытается его отговорить, но Райт отвечает ей, что у каждого есть свой шанс исправиться, и целует её. Кайла Риза принимают в сопротивление.
Фильм заканчивается речью Джона, в которой он говорит о том, что «Скайнет» понёс большие потери, однако война ещё не выиграна. Решающая схватка ещё впереди…
Существует официальная новеллизация фильма, написанная Аланом Дином Фостером.

## В ролях
| Актёр                                       | Роль                                     |
| ------------------------------------------- | ---------------------------------------- |
| Кристиан Бейл                               | Джон Коннор главный герой                |
| Сэм Уортингтон                              | Маркус Райт главный герой                |
| Антон Ельчин                                | будущий спаситель Сары Коннор Кайл Риз   |
| Брайс Даллас Ховард                         | Кейт Коннор                              |
| Мун Бладгуд                                 | Блэр Уильямс пилот Сопротивления         |
| Хелена Бонэм Картер                         | доктор/визуализация Серена Коган/Скайнет |
| Коммон                                      | Барнс                                    |
| Майкл Айронсайд                             | генерал Эшдаун                           |
| Роланд Кикингер (захват движения)           | Терминатор T-800                         |
| Джейн Александер                            | глава общины выживших Вирджиния          |
| Зак Макгоуэн                                | пилот                                    |
| Крис Браунинг                               | боец Сопротивления Моррисон              |
| Линда Хэмилтон (голос, в титрах не указана) | Сара Коннор флешбэк                      |

## История создания
Появившиеся в ноябре 2007 года слухи о том, что роль Джона Коннора в фильме может исполнить Кристиан Бейл, подтвердились в начале декабря. В феврале 2008 года стало известно, что в фильме примет участие Сэм Уортингтон. Последний, благодаря рекомендациям Джеймса Кэмерона, получил роль одного из центральных персонажей — Маркуса Райта. Фильму хотели дать название Terminator Salvation: The Future Begins.
Съёмки фильма начались 5 мая 2008 года в штате Нью-Мексико и закончились в сентябре того же года при участии США, Германии и Великобритании.
В марте 2009 года, незадолго до запланированной премьеры фильма, кинокомпания Warner Bros. объявила о решении полностью изменить концовку фильма. Сделано это было после утечки в Интернет заключительного фрагмента сценария, согласно которому после гибели Джона Коннора лидеры Сопротивления решают создать киборга, внешне похожего на него.

## Съёмки
- В июле 2006 года, во время визита Тони Блэра в Калифорнию, губернатор штата Арнольд Шварценеггер сделал премьер-министру Великобритании предложение сыграть в четвёртом фильме о терминаторе[10].
- Хотя вместо Арнольда Шварценеггера в фильме снят другой бодибилдер, Роланд Кикинджер[11], ему наложили цифровое лицо 37-летнего Шварценеггера (в этом возрасте он снимался в первом «Терминаторе»)[12].
- Режиссёр Макджи хотел показать мир спустя несколько лет после ядерной катастрофы, когда почти уничтоженная атмосфера практически не рассеивает солнечные лучи, а все цвета блёклые и выгоревшие. Для этого оператор применил технологию, при которой негатив содержал больше серебра, чем обычно, что обеспечивало контрастные тени и выбеленные (пересвеченные) света. Кроме того, плёнку специально «старили», оставляя лежать на солнце, чтобы повлиять на её цветопередачу[13].
- В титрах применяются элементы интерфейса языка Lisp, который используется для создания систем искусственного интеллекта (различные виды скобок: (){}[], приглашение для ввода: >)[14]

## Критика
Фильм получил смешанные отзывы критиков. На Rotten Tomatoes фильм имеет рейтинг одобрения 33% на основе 281 рецензии со средней оценкой 5.10/10. Консенсус критиков на сайте гласит: «С повествованием, таким же роботизированным, как и культовые злодеи фильма, «Терминатор: Да придет спаситель» предлагает множество отличных эффектов, но ему не хватает души предыдущих фильмов». На Metacritic фильм имеет средневзвешенную оценку 49 из 100 на основе 46 рецензий, что означает «смешанные или средние рецензии». Зрители, опрошенные CinemaScore, дали фильму оценку B+ по шкале от A до F.
Роджер Эберт из Chicago Sun-Times дал фильму две звезды из четырех, заявив, что «После тщательного изучения фильма я предлагаю вам свое резюме истории: Маркус умирает, оказывается воскрешенным, встречается с другими, сражается. Это длится почти два часа». Майкл Рехтшаффен из The Hollywood Reporter написал, что фильм не тот без Арнольда Шварценеггера и что ему не хватает драматического элемента. Аналогичным образом Клаудия Пуиг из USA Today дала фильму две звезды из четырех и назвала его «предсказуемым» с «драматическими элементами, сглаженными». Она посчитала игру Кристиана Бейла «одномерной», но нашла, что его коллеги по фильму «выглядели лучше», заявив, что у Сэма Уортингтона была «тихая интенсивность, омраченная только криком «Неееет!» три раза за 10 минут», и что у Антона Ельчина были «одни из лучших реплик».
Арнольд Шварценеггер, звезда предыдущих трёх фильмов серии, изначально заметил, что «Терминатор: Да придёт спаситель» был «великим фильмом, я был очень взволнован», но позже изменил свою позицию и сказал, что это было «...ужасно. Он старался изо всех сил, в отличие от остальных, актёрская игра и всё такое. Он упустил шанс».
Создатель серии «Терминатор» Джеймс Кэмерон посчитал фильм «интересным», который он «не возненавидел так сильно, как я думал», и похвалил игру Сэма Уортингтона  но также сказал, что не вернется к франшизе: «Сериал как бы исчерпал себя. Честно говоря, в мой суп уже наложили совершенно другой суп другие режиссеры».
Линда Хэмильтон, сыгравшая Сару Коннор в «Терминаторе» и «Терминаторе 2: Судный день» и озвучившая «Терминатора: Да придёт спаситель», пожелала фильму «всего наилучшего», но выразила мнение, что сериал «идеален с двумя фильмами. Это был замкнутый круг, и этого было достаточно. Но всегда найдутся те, кто попытается подоить корову».
Со временем восприятие фильма кардинально изменилось. На фоне последующих работ четвёртый фильм нередко стали называть лучшим из продолжений, отмечая, что он единственный попытался отойти от копирования работ Джеймса Кэмерона, хотя и не достиг успеха.

## Награды и номинации
- Кинопремия «Сатурн» (2010): номинация — лучший грим.
- Satellite Awards (2009): номинация — лучший звук.
- Teen Choice Awards (2009): номинации — лучшая мужская роль в жанре Action Adventure (Кристиан Бейл), лучшая женская роль в жанре Action Adventure (Брайс Даллас Ховард), Choice Movie Fresh Face Male: Action Adventure (Сэм Уортингтон), лучший фильм в жанре Action Adventure, лучший летний фильм в жанре Action Adventure.
- Visual Effects Society Awards (2010): номинации — лучшие визуальные эффекты года, акции моделей и миниатюр в художественном анимационном фильме.
- Scream Awards: номинации — лучший фантастический фильм, лучшая фантастическая женская роль (Мун Бладгуд), мужской прорыв в исполнении (Сэм Уортингтон), лучший камео (Арнольд Шварценеггер и Хелена Бонэм Картер), лучший сиквел, лучший FX.

## Музыка
Композитор — Дэнни Эльфман. Эльфман в своей партитуре использовал оригинальные темы «Терминатора», написанные Брэдом Фиделем.
Список треков с официального релиза альбома-саундтрека к фильму:
1. Opening
2. All is Lost
3. Broadcast
4. The Harvester Returns
5. Fireside
6. No Plan
7. Reveal/The Escape
8. Hydrobot Attack
9. Farewell
10. Marcus Enters Skynet
11. A Solution
12. Serena
13. Final Confrontation
14. Salvation
15. Rooster — Alice in Chains

## Перезапуск
Терминатор: Генезис - это перезагрузка серии, в которой сюжет оригинального фильма разворачивается в другом направлении. Генезис должен был стать первой частью в новой трилогии, в которой Шварценеггер повторит свою роль Т-800. Фильм был выпущен 1 июля 2015 года. Хотя фильм получил смешанные отзывы критиков, он имел кассовый успех за границей, особенно в Китае.

## Нереализованные продолжения
9 мая 2007 года было объявлено, что права на производство серии фильмов по «Терминатору» перешли из-за вражды Эндрю Вайна и Марио Кассара к компании The Halcyon Company. Производители компании надеялись начать новую трилогию на основе данной франшизы.
Однако из-за неудачных кассовых сборов фильма 2009 года и юридических проблем трилогия «Да придёт спаситель» была в конечном итоге отменена. Уильям Вишер-мл, который был соавтором первых двух фильмов, написал материал для потенциальных сиквелов «Терминатор 5» и «Терминатор 6», которые продолжали событие «Терминатора: Да придёт спаситель».
История из двух частей должна была включать в себя элементы путешествия во времени, который вернул бы умершего персонажа Сару Коннор, позволяя ей взаимодействовать с Кайлом Ризом после их первоначальной встречи в первом фильме. Шварценеггер также повторил бы свою роль в шестом фильме. В фильмах также участвовали бы новые злодеи Терминаторы из Скайнета. Уишер написал 24-страничную концепцию для «Терминатора 5» и четырёхстраничную концепцию для «Терминатора 6».

### Поддержка фанатов
В 2020 году, после критических и коммерческих провалов двух последующих фильмов, «Терминатор: Генезис» и «Терминатор: Тёмные судьбы», MovieWeb сообщил, что «Терминатор: Да придет спаситель» приобрел сильную культовую популярность, и что фанаты начали подавать петиции с требованием о выпуске режиссерской версии МакДжи с рейтингом R.